# Heinrich Kistner
Heinrich Kistner (* 13. Februar 1919 in Lehe; † 3. März 1990 in Bremerhaven) war ein deutscher Bauunternehmer und Politiker. Er war Mitglied der Bremischen Bürgerschaft, (Deutsche Partei).   

## Leben
Kistner war der Enkel des Maurermeisters Heinrich Friedrich Kistner und der Sohn des Baumeisters Heinrich Kistner (1863–1937). Das 1853 von Heinrich Friedrich Kistner (1826–1907) in Lehe gegründete Unternehmen H. F. Kistner (Baukistner) wurde zur damals größten Baugesellschaft in Bremerhaven, seit 1870 mit Sitz an der Hafenstraße. Der Unternehmensgründer hatte zu zudem noch die Söhne Carl (1855–1918), Johann (1860–1925, Gründer eines Zimmereibetriebes) und Theodor (1865–1944). Das Unternehmen besaß seit 1880 den Baustoffhandel mit der Kalksandsteinfabrik H.F. Kistner von 1904.
Kistner besuchte die Oberrealschule in Lehe, die heutige Lessingschule (Bremerhaven). Er lernte das Handwerk eines Maurers und wurde an der Höheren Technischen Staatslehranstalt zu Bremen zum Bauingenieur ausgebildet. Bereits 1937 musste er während seines Studiums auf Grund des Todes seines Vaters Heinrich Kistner die Führung des Unternehmens übernehmen. In den Kriegsjahren beschäftigte das Unternehmen um 2000 Mitarbeiter. 
Kistner geriet im Zweiten Weltkrieg in sowjetische Kriegsgefangenschaft.
Nach 1946/47 betrieb er erfolgreich den Wiederaufbau des Unternehmens. In den 1950er Jahren bemühte er sich um eine betriebliche Sozialordnung mit einer Leistungsgewinnbeteiligung. Den Niedergang seines Unternehmens ab den 2000er-Jahren und den Konkurs 2005 musste er nicht miterleben. Auf dem Kistnergelände zwischen Hafenstraße und Geeste soll das Projekt Wohnen am Wasser realisiert werden. 
Er war verheiratet und hatte zwei Söhne. Beerdigt wurde er auf dem Friedhof Bremerhaven-Lehe II.
Die Kistnerstraße in Bremerhaven-Lehe wurde nach dem Unternehmensgründer benannt, der hier viele Häuser gebaut hat.

## Politik
Seit 1947 Mitglied der Deutschen Partei, war Kistner 1947–1951 und 1955–1959 Abgeordneter der Bremischen Bürgerschaft und 1947–1955 in der Bremerhavener Stadtverordnetenversammlung. In der Bremischen Bürgerschaft engagierte er sich in verschiedenen Deputationen. 1962–1964 und 1969–1977 war er Vizepräsident der Industrie- und Handelskammer Bremerhaven.

## Werke
- Hoher Lohn allein tut es nicht.